# Tamarau
Der Tamarau (Bubalus mindorensis, manchmal auch Tamaraw oder Tamarao geschrieben) ist ein asiatischer Büffel, der nur auf der zu den Philippinen gehörenden Insel Mindoro vorkommt.

## Merkmale
Tamaraus sind deutlich kleiner und stämmiger als Wasserbüffel. Sie erreichen eine Kopfrumpflänge von rund 220 Zentimetern, eine Schulterhöhe von rund 1 Meter und ein Gewicht von 220 bis 300 Kilogramm. Ihr Fell ist dunkelbraun bis schwarzgrau gefärbt. Beide Geschlechter tragen Hörner, die sehr dick, mit 35 bis 51 Zentimetern Länge aber sehr viel kürzer als die des Wasserbüffels sind.

## Lebensweise
Tamaraus kamen einst auf der gesamten Insel Mindoro bis in 2000 Meter Seehöhe vor. Sie benötigen Wälder oder dicht mit Vegetation bestandene Gebiete zur Ruhe und Grasländer zur Nahrungsaufnahme. Sie führen eine einzelgängerische Lebensweise und können sowohl tag- als auch nachtaktiv sein. Möglicherweise stellt die heute beobachtete nachtaktive Lebensweise eine Antwort auf die Störungen ihres Lebensraumes durch den Menschen dar. Tamaraus sind Pflanzenfresser, die sich vorwiegend von Gräsern ernähren.
Nach einer Tragzeit von 276 bis 315 Tagen bringt das Weibchen ein einzelnes Jungtier zur Welt. Jungtiere sind zunächst rötlich-braun gefärbt, erst mit drei bis vier Jahren erreichen sie die Fellfärbung der Erwachsenen. Etwa im gleichen Alter trennen sie sich von ihrer Mutter. Die Lebenserwartung wird auf 20 bis 25 Jahre geschätzt.

## Tamaraus und Menschen

Der Tamaru ist auf kleine Bereiche der Insel Mindoro (grün hervorgehoben) beschränkt

Die IUCN führt den Tamarau als „vom Aussterben bedroht“ (critically endangered). Die Insel Mindoro ist zwar 9735 km² groß, der Tamarau bewohnt aber nur noch zwei im Zentrum gelegene Schutzgebiete, den Mount Iglit Baco National Park, das Gebiet am Mount Aruyan, und das Mount Calavite Wildlife Sanctuary in Occidental Mindoro, die zusammen  weniger als 1.000 km² umfassen. Früher bewohnte dieses Wildrind die gesamte Insel, und im Pleistozän war es auch auf dem benachbarten Luzon beheimatet. Die Ursachen für den weitgehenden Bestandsrückgang liegen in der Wilderei, der Waldzerstörung und der Ansteckung mit Rinderkrankheiten. Um das Aussterben zu verhindern, wurde das Tamaraw Conservation Program (TCP) als Tamaraw Gene Pool Farm (GPF) 1980 vom Department of Environment and Natural Resources (DENR – vor 1987 DNR) der Philippinen ins Leben gerufen. Im Zuge des Programms wurde eine 280 Hektar große Zuchtstation im Barangay Manoot, in der Stadtgemeinde Rizal, aufgebaut. Es wurde allerdings erst ein einziges Kalb in der Zuchtstation geboren (1999). Die Population des Tamarau wird vom DENR im Jahr 2011 mit 274 und im Jahr 2012 mit 327 Tieren angegeben (Beginn der jährlichen Zählung im Jahr 2000 mit 154 Tieren). Es wird das Ziel verfolgt, die Anzahl der Tamaraus bis zum Jahr 2020 auf 600 Tiere zu erhöhen.
Der Tamarau ist das größte wildlebende Landsäugetier der Philippinen. Seit 1936 steht er dort unter vollständigem Schutz und gilt als ein nationales Symbol. Er ist auf einigen älteren philippinischen 1-Peso-Münzen abgebildet. Die Sportmannschaften der Far Eastern University in Manila haben den Tamerau in ihrem Wappen und werden als FEU Tamaraws UAAP teams bezeichnet.

## Systematik
Über die systematische Stellung des Tamaraus herrschte lange Uneinigkeit. Er wurde mal als Unterart des Wasserbüffels, dann wieder als naher Verwandter der Anoas (Bubalu, die als Berg-Anoa oder Tiefland-Anoa vorkommen, auch Gämsbüffel genannt) beschrieben. Durch neue DNA-Analysen scheint nun festzustehen, dass der Tamarau eine eigenständige Art ist, die mit dem Wasserbüffel viel näher als mit den Anoas verwandt ist.